# Stopa (metryka)
Stopa (od łac. pes) – najmniejsza jednostka miary wierszowej. W antycznej wersyfikacji iloczasowej (w literaturze greckiej i łacińskiej) stopami były powtarzające się układy sylab długich i krótkich. W nowożytnej wersyfikacji – dla potrzeb literatury tworzonej w językach pozbawionych zjawiska iloczasu – pojęcie stopy zmodyfikowano, określając nim powtarzające się układy sylab akcentowanych i nieakcentowanych. We współczesnej wersologii
stopę definiuje się jako element metrum, który nie istnieje samodzielnie. Podstawową jednostką budowy utworu wierszowanego w tym ujęciu jest wers, natomiast stopa to dająca się wydzielić część abstrakcyjnego wzorca, a nie realny byt językowy. Adam Kulawik pisze, że stopa to "powtarzalny w swym kształcie sylabiczno-akcentowym segment metrum". Niektórzy badacze – zwłaszcza Kazimierz Budzyk – w ogóle odrzucają teorię stopową, motywując swoją decyzję tym, że obiektem badań powinny być rzeczywiste zjawiska prozodyczne, a nie konstrukty myślowe.

## Lista stóp
Legenda: duże S oznacza sylabę długą lub akcentowaną; małe s oznacza sylabę krótką lub nieakcentowaną.

### Według liczbymor
- Dwumorowa:
  - pirychej (pirrychej, dybrach): ss
- Trzymorowe:
  - jamb: sS
  - trochej (chorej): Ss
  - trybrach: sss
- Czteromorowe:
  - amfibrach: sSs
  - anapest: ssS
  - daktyl: Sss
  - dypirychej (tetrabrach, proceleusmatyk): ssss
  - spondej: SS
- Pięciomorowe:
  - amfimakr (amfimacer, kretyk): SsS
  - antybakch (antybakchej, palimbakchej): SSs
  - bakch (bakchej): sSS
  - peon pierwszy: Ssss
  - peon drugi: sSss
  - peon trzeci: ssSs
  - peon czwarty: sssS
- Sześciomorowe:
  - antyspast: sSSs
  - chorijamb: SssS
  - jonik a maiore: SSss
  - jonik a minore: ssSS
  - dyjamb: sSsS
  - dytrochej (dychorej): SsSs
  - molos (trymakr): SSS
- Siedmiomorowe:
  - epitryt pierwszy: sSSS
  - epitryt drugi: SsSS
  - epitryt trzeci: SSsS
  - epitryt czwarty: SSSs
- Ośmiomorowa:
  - dyspondej: SSSS

### Według liczby sylab
- Dwusylabowe:
  - jamb: sS
  - pirychej (pirrychej, dybrach): ss
  - spondej: SS
  - trochej (chorej): Ss
- Trzysylabowe:
  - amfibrach: sSs
  - amfimakr (amfimacer, kretyk): SsS
  - anapest: ssS
  - antybakch (antybakchej, palimbakchej): SSs
  - bakch (bakchej): sSS
  - daktyl: Sss
  - molos (trymakr): SSS
  - trybrach: sss
- Czterosylabowe:
  - antyspast: sSSs
  - chorijamb: SssS
  - jonik a maiore: SSss
  - jonik a minore: ssSS
  - dyjamb: sSsS
  - dypirychej (tetrabrach, proceleusmatyk): ssss
  - dyspondej: SSSS
  - dytrochej (dychorej): SsSs
  - epitryt pierwszy: sSSS
  - epitryt drugi: SsSS
  - epitryt trzeci: SSsS
  - epitryt czwarty: SSSs
  - peon pierwszy: Ssss
  - peon drugi: sSss
  - peon trzeci: ssSs
  - peon czwarty: sssS

### Najczęstsze stopy w poezji polskiej (na podstawie "Poetyki" Kulawika)
- trochej: Ss
- jamb: sS
- daktyl: Sss
- amfibrach: sSs
- anapest: ssS
- peon3: ssSs